# Saint-Genest-de-Beauzon
Saint-Genest-de-Beauzon – miejscowość i gmina we Francji, w regionie Owernia-Rodan-Alpy, w departamencie Ardèche. Nazwa miejscowości pochodzi od imienia św. Genezjusza.
Według danych na rok 1990 gminę zamieszkiwało 201 osób, a gęstość zaludnienia wynosiła 38 osób/km² (wśród 2880 gmin regionu Rodan-Alpy Saint-Genest-de-Beauzon plasuje się na 1426. miejscu pod względem liczby ludności, natomiast pod względem powierzchni na miejscu 1493.).

## Populacja

Populacja Saint-Genest-de-Beauzon w latach 1962-2008